# Тасир Тебризи
Мирза Мохсун Тасир Тебризи (азерб. Mirzə Möhsün Təsir Təbrizi) — поэт XVII—XVIII веков, творивший на азербайджанском и персидском языках, автор масневи, газелей и рубаи.

## Биография
Мирза Мохсун Тасир Тебризи родился в 1650 году в Исфахане в семье выходца из города Тебриз (прадед Тебризи был выселен шахом Аббасом I из Тебриза в Исфахан). Благодаря свои знаниям и таланту Тебризи привлёк внимание государственных деятелей государства Сефевидов и в возрасте 20-25 лет стал визирем государства. Практически до конца своих дней Тебризи оставался визирем, за эти годы при его содействии были благоустроены города Тебриз и Исфахан.
Помимо государственных дел Тасир Тебризи продолжал своё творчество. За эти годы он создал значительное количество лирических стихов на азербайджанском и персидском языках, среди которых «Джахан-нума», «Даватул-ашигин», «Самаратул-хиджаб», «Хусни-иттифаг», «Мейманатнаме». В 1712 году он составил диван, который ныне хранится в библиотеке мечети Сипахсалар Тегерана.
Скончался Тасир Тебризи в 1717 году.